# Cheneau korzet

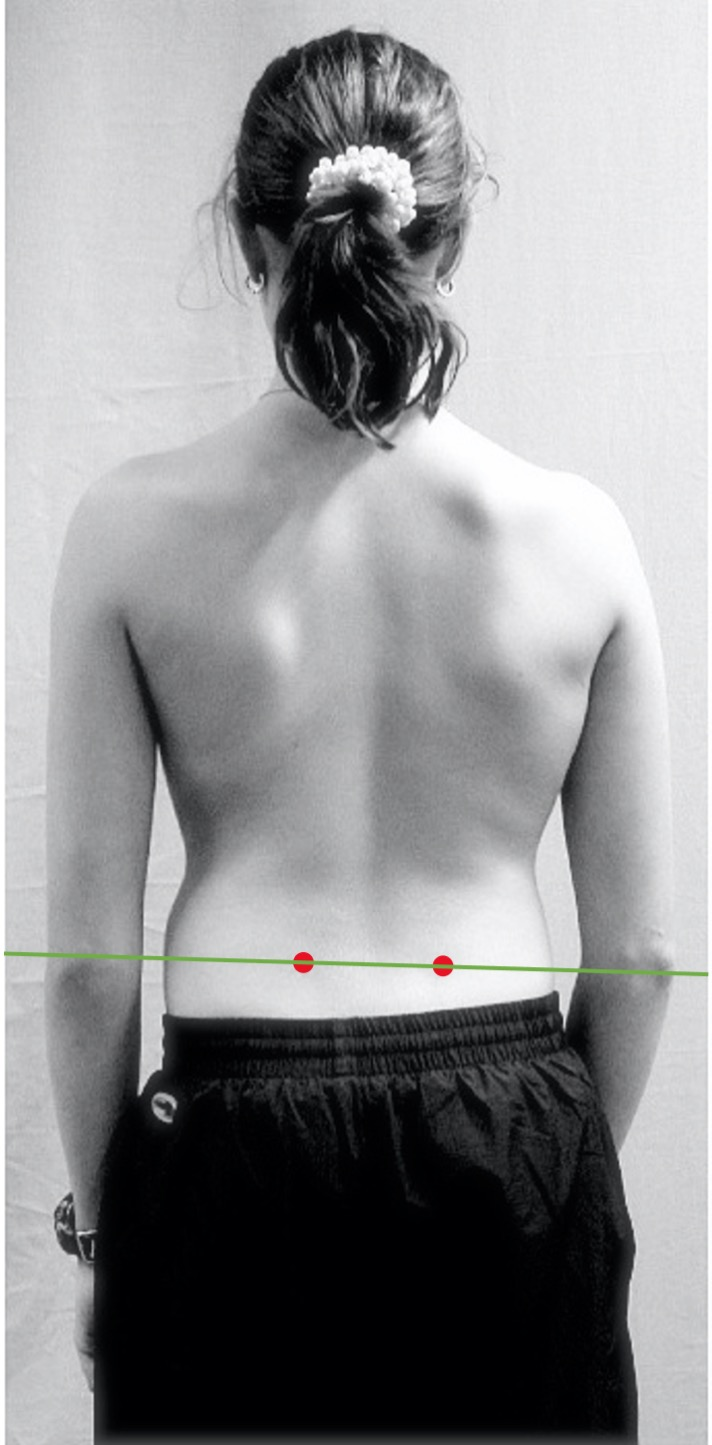
Cheneau korzety

Cheneau korzet je tvarovaná ortéza trupu zhotovená z plastické hmoty, například z polyetylénu, jejímž úkolem je účinně korigovat většinu skoliotických deformit páteře. Působí aktivně cíleným řízením dýchání a pasivně pomocí derotačních pelot, jež usměrňují rotaci hrudní a bederní páteře. Vyrábí se z pevného materiálu a podle odlitku, tak aby co nejpřesněji odpovídala tvaru trupu nemocné osoby.
První typ ortézy představil v roce 1978 dr. Jacques Chêneau. Existuje i 2. typ z roku 1995 bez do té doby typické hrudní spony. V roce 2002 bylo opět změněno tvarování a toto provedení korzetu nese označení jako typ 3. Cheneau korzet je možno označit za nejuniverzálnější korekční trupovou ortézu pro konzervativní léčbu skoliózy. Jeho vyobrazení lze najít na mnoha stránkách výrobců individuálních pomůcek oboru ortotiky - protetiky.
Přestože většina korzetů označených pojmenováním Cheneau vypadá obdobně, mohou se od sebe tvarovými detaily, a tedy i mírou účinnosti značně lišit. Kritériem kvality u Cheneau korzetu, ale i u jiných korekčních korzetů určených pro konzervativní léčbu skoliózy, je stupeň korekce deformované páteře. Korekční trupovou ortézu korigující skoliotickou křivku o 50 % a víc lze označit za velmi dobrou, při korekci skoliotické páteře nad 30 % jako dobrou či vyhovující.